# Skala (klub)
Turistovski klub Skala je bil gorniški klub, ustanovljen 2. februarja 1921 v Ljubljani. Na občnem zboru 14. novembra 1940 se je preimenoval v Alpinistični klub Skala. Klub je v aprilu, takoj po začetku vojne razpadel in se v povojni Jugoslaviji ni več organiziral.
»Pripravljalni sestanki za ustanovitev TK Skala so se začeli že leta 1919, 24. decembra 1920 pa so bila klubska pravila predložena v registracijo Pokrajinski upravi oddelka za notranje zadeve Ljubljana. Ta jih je 4. januarja 1921 odobrila in s tem so bili izpolnjeni pogoji za ustanovitev kluba. 23. januarja 1921 je sledil pripravljalni sestanek za občni zbor in končno 2. februarja 1921 uradni ustanovni občni zbor TK Skala.«
TK Skala je ob ustanovitvi štel 23 članov. Za prvega predsednika je bil izvoljen Drago Zorko, podpredsednik je postal Metod Badjura, tajnik pa France Rus.
TK Skala je nastala kot posledica razkola v Slovenskem planinskem društvu (SDP), saj se je SPD zavzemal predvsem za obnovo uničenih postojank nastalih med vojno, medtem ko je mlada generacija težila k dejanjem. Alpinizem jim je predstavljal dejanje, kjer so se lahko preizkusili v telesnemu naporu, premagovanju in spoznavanju samega sebe ter svojih telesnih in duševnih zmožnosti. Tako si je TK Skala ob svoji ustanovitvi zadala predvsem vzgojni cilj, ki bi članom nudil alpinistično izobrazbo ter jih vzgojil v dobre turiste in smučarje. V društvu je kmalu zaživela močna študentska stran, ki si je za »cilj postavila gojenje plezalstva, zimskega alpinizma ter smučanja. Organizacijsko so imeli poleg osrednjega kluba v Ljubljani tudi podružnice v Bohinju, na Jesenicah in v Lučah. V klubu so imeli različne odseke, med drugim smučarski, tehnični, rešilni, izletniški, fotoamaterski, publicistični in celo damski odsek.
Pravega skalaša so odlikovali ljubezen do narave, idealizem, skromnost, neupogljiv značaj, načelnost, tovarištvo in iskrenost; v stenah pa pogum, neustrašnost, železna volja, preizkušanje moči in vzdržljivosti. Skalaši so načrtno preplezali večino sten in grebenov v domačih gorah – najprej so ponavljali vse že obstoječe stare smeri, ki so jih po večini preplezali tujci, nato so dodajali svoje, plezali pa so tudi v tujih gorstvih. Iskali so nove, še nepreplezane smeri v stenah in nove pristope na vrhove; mnogo smeri še danes nosi njihova imena.
S prihodom Klementa Juga, leta 1922, je v TK Skala prišlo do prevetritve. Jug je od članov zahteval strogo samodisciplino in skrajne telesne in duševne napore. Bil je prvi, ki se je lotil tudi prvenstvenih smeri. Pričel je z uporabo plezalnih klinov, ki si jih je izdelal sam. V dvajsetih letih je po Jugovi zaslugi na Slovenskem potekala tekma za prvenstvo v stenah – med slovenskimi in tujimi plezalci. S svojim delovanjem in podvigi je Jug odprl vrata razvoju alpinizma.
Po Jugovi smrti je v TK Skala prišlo do skoraj popolnega alpinističnega zatišja. Klub je iz nekakšne otopelosti potegnila generacija ljubljanskih in jeseniških plezalcev, ki so ob Jugovi smrti šele začenjali plezati. To sta bili Mira Marko Debelak, Pavla Jesih, Joža Čop in drugi. Nove plezalne tehnike so omogočile, da so preplezali mnoge zahteven plezalne smeri v Alpah in se usmerili tudi v tujino – italijanske Dolomite, avstrijske in nemške Alpe , Karpate, Dinarsko gorstvo in osvojili Mont Blanc.
Člani Skale so gojili zimski alpinizem, organizirali prve odprave in imeli svoje reševalno moštvo. Veliko propagandno delo pri popularizaciji Skalašev je opravil fotoamaterski oddelek (razglednice, opreme knjig) in leta 1931 prvi slovenski celovečerni film V kraljestvu Zlatoroga. V času delovanja TK Skala je nastal tudi film Triglavske strmine, ki je povezan z njihovim delovanjem.

## Najpomembnejši člani
Med pomembnejše člane TK Skala spadajo: Klement Jug, Joža Čop, Miloš Krofta in Vladimir Škerlak, Ciril Kraigher, Miha Bizjak, Egon Planinšek, Hana Škerlak, Bogdan Jordan, Anka Tuma, Ivan Gartner in Emil Babinek, Bogdan Brecelj. Mnogi med njimi so tudi predavali in izobraževali člane TK Skala.